# Praedora
Praedora là một chi bướm đêm thuộc họ Sphingidae.

## Các loài
- Praedora leucophaea - Rothschild & Jordan 1903
- Praedora marshalli - Rothschild & Jordan 1903
- Praedora plagiata - Rothschild & Jordan 1903
- Praedora puchneri - Pierre & Schmit, 2008
- Praedora tropicalis - Rothschild & Jordan, 1912